# Entodon rufescens
Entodon rufescens là một loài rêu trong họ Entodontaceae. Loài này được Lazarenko mô tả khoa học đầu tiên năm 1945.